# Örskär (vid Björkö, Korpo)
Örskär är en ö i Finland. Den ligger i Skärgårdshavet och i kommunen Pargas i landskapet Egentliga Finland, i den sydvästra delen av landet. Ön ligger omkring 71 kilometer sydväst om Åbo och omkring 190 kilometer väster om Helsingfors. Örskär ligger 5 meter över havet. Den ligger på ön Lotan.
Öns area är 2,2 hektar och dess största längd är 230 meter i sydväst-nordöstlig riktning.